# 抱茎龙船花
抱茎龙船花（学名：Ixora amplexicaulis）为茜草科龙船花属下的一个种。

## 扩展阅读
- 維基物種上的相關：抱茎龙船花